# Liodrosophila ciliatipes
Liodrosophila ciliatipes är en tvåvingeart som beskrevs av Toyohi Okada 1974. Liodrosophila ciliatipes ingår i släktet Liodrosophila och familjen daggflugor.
Artens utbredningsområde är Taiwan. Inga underarter finns listade i Catalogue of Life.